# Nekrolog 4. Quartal 1915
Nekrolog
◄◄
| ◄
| 1911
| 1912
| 1913
| 1914
| 1915 | 1916 | 1917 | 1918 | 1919 | ► | ►►
1. Quartal |
2. Quartal |
3. Quartal |
4. Quartal 1915
Weitere Ereignisse | Allgemeiner Nekrolog 1915
Die Beschreibung der verstorbenen Person sollte so kurz wie möglich gehalten sein und nur deren signifikante Tätigkeit(en) enthalten.
Neue Namen ggf. auch unter dem Geburts- und Sterbedatum, also etwa unter 1. Januar und im Geburts- und Sterbejahr (2024) eintragen (nur bei entsprechender großer Wichtigkeit). Für Beispiele siehe die schon vorhandenen Artikel.
Außerdem über die fünf zuletzt Verstorbenen, zu denen es einen ausreichend guten Artikel für eine Präsentation auf der Hauptseite gibt, nach der todesbedingten Überarbeitung der Artikel ggf. auch unter Wikipedia Diskussion:Hauptseite informieren und sie am besten auch in den anderen Wikipedia-Sprachversionen eintragen. Tipp: Regelmäßig bei news.google.de nach „ist tot“, „gestorben“ oder „verstorben“ suchen.
Wenn eine Person gestorben ist, gibt es viele Seiten zu dieser Person in der Wikipedia, die davon auch betroffen sind und entsprechend aktualisiert werden müssen. Beispiele: Namenübersichtsseite, Geburtsjahr, Geburtsort-Seiten und viele mehr.
Wie finde ich die betroffenen Seiten?
Im Suchfeld auf der linken Seite gibt man den Suchbegriff so ein: „Vorname Nachname“. Dann klickt man auf Volltext und alle Seiten mit entsprechendem Suchtext werden aufgerufen. Hier sieht man dann schnell, wo auch das Todesjahr Sinn macht oder sogar ein Teil des Artikels angepasst werden muss. Auch hilft das „Werkzeug“ auf der linken Seite sehr gut, um solche Seiten aufzufinden: „Links auf diese Seite“. Somit ist die Wikipedia wieder aktuell in allen Bereichen! Hinweis: bei Eintragung der Kategorie „Gestorben JAHR“ wird der Missbrauchsfilter 49 ausgelöst, was jedoch nicht schlimm ist. Siehe: Spezial:Missbrauchsfilter/49
Dies ist eine Liste von im vierten Quartal 1915 verstorbenen bekannten Persönlichkeiten. Die Einträge erfolgen innerhalb der einzelnen Daten alphabetisch sortiert. Tiere sind im Nekrolog für Tiere zu finden.

## Oktober
| Tag         | Name                                     | Beruf, bekannt als                                                                                      | Alter | Beleg |
| ----------- | ---------------------------------------- | --- | ----- | ----- |
| 2. Oktober  | Franz Ludwig von Baumann                 | deutscher Historiker und Archivar                                                                       | 69    |       |
| 2. Oktober  | Ninian Crichton-Stuart                   | britischer Politiker, Mitglied des House of Commons und Offizier                                        | 32    |       |
| 2. Oktober  | Felix Martin Oberländer                  | deutscher Urologe                                                                                       | 64    |       |
| 3. Oktober  | Hermann Wilhelmi                         | deutscher Unternehmer                                                                                   | 80    |       |
| 4. Oktober  | Max Baumbach                             | deutscher Bildhauer                                                                                     | 55    |       |
| 4. Oktober  | Therese von Hobe                         | deutsche Schriftstellerin und Jugendbuchautorin                                                         | 78    |       |
| 4. Oktober  | Peter Emil Huber-Werdmüller              | Schweizer Industrieller                                                                                 | 78    |       |
| 4. Oktober  | Karl Staaff                              | schwedischer Politiker (Liberala samlingspartiet), Mitglied des Riksdag, Ministerpräsident              | 55    |       |
| 4. Oktober  | Siegfried Straub                         | deutscher Dichter                                                                                       | 21    |       |
| 5. Oktober  | François Fertiault                       | französischer Schriftsteller                                                                            | 101   |       |
| 5. Oktober  | Otto Malling                             | dänischer Organist und Komponist                                                                        | 67    |       |
| 6. Oktober  | Ernst Bader                              | deutscher Kunstmaler und Königlich Württembergischer Hofdekorationsmaler                                | 54    |       |
| 6. Oktober  | Wolfgang Helbig                          | deutscher Klassischer Archäologe                                                                        | 76    |       |
| 6. Oktober  | Oskar Piloty                             | deutscher Chemiker                                                                                      | 49    |       |
| 6. Oktober  | Wilhelm Rothert                          | protestantischer Theologe                                                                               | 73    |       |
| 7. Oktober  | Friedrich Hasenöhrl                      | österreichischer Physiker                                                                               | 40    |       |
| 7. Oktober  | Ida von Kortzfleisch                     | Gründerin der Reifensteiner Schulen                                                                     | 64    |       |
| 7. Oktober  | Samuel Prowse Warren                     | kanadischer Organist und Komponist                                                                      | 74    |       |
| 8. Oktober  | E. Phillips Fox                          | australischer Maler und Kunstlehrer                                                                     | 50    |       |
| 8. Oktober  | Josef Krug-Waldsee                       | Dirigent und Komponist                                                                                  | 56    |       |
| 9. Oktober  | Bruno Klaus                              | deutscher Lehrer, Heimatforscher und Landtagsabgeordneter                                               | 66    |       |
| 10. Oktober | Raimondo Pereda                          | Schweizer Maler und Bildhauer                                                                           | 75    |       |
| 11. Oktober | Charles Dougherty                        | US-amerikanischer Politiker                                                                             | 64    |       |
| 11. Oktober | Paul Eyschen                             | luxemburgischer Politiker                                                                               | 74    |       |
| 11. Oktober | Jean-Henri Fabre                         | französischer Entomologe und Autor                                                                      | 91    |       |
| 11. Oktober | Karl Fricke                              | deutscher Pädagoge                                                                                      | 63    |       |
| 11. Oktober | Ludwig Medicus                           | deutscher Chemiker und Pharmazeut                                                                       | 67    |       |
| 11. Oktober | Abigail Scott Duniway                    | US-amerikanische Suffragette, Autorin und Zeitungsverlegerin                                            | 80    |       |
| 12. Oktober | Edith Cavell                             | britische Patriotin und Krankenschwester                                                                | 49    |       |
| 12. Oktober | Béla von Las-Torres                      | ungarischer Schwimmer                                                                                   | 25    |       |
| 12. Oktober | Ferdinand Meister                        | deutscher Klassischer Philologe und Gymnasiallehrer                                                     | 86    |       |
| 12. Oktober | Franz Müller                             | österreichischer Theaterschauspieler, -regisseur und -leiter                                            | 65    |       |
| 12. Oktober | Ludwig Salvator von Österreich-Toskana   | Sohn des regierenden Großherzogs der Toskana, Leopold II.                                               | 68    |       |
| 13. Oktober | Franz Fiedler                            | österreichischer Komponist und Klavierlehrer                                                            | 63    |       |
| 13. Oktober | Ferdinand Goetz                          | deutscher Mediziner und Politiker (NLP), MdR, Sportfunktionär                                           | 89    |       |
| 13. Oktober | Paul Schröder                            | deutscher Semitist, Orientalist und Konsul                                                              | 71    |       |
| 13. Oktober | Charles Sorley                           | britischer Dichter                                                                                      | 20    |       |
| 14. Oktober | Ernst Ludwig                             | österreichischer Chemiker                                                                               | 73    |       |
| 14. Oktober | Otto Raschdorff                          | deutscher Architekt                                                                                     | 61    |       |
| 15. Oktober | Theodor Boveri                           | deutscher Biologe                                                                                       | 53    |       |
| 15. Oktober | Emilia Giehrl                            | deutsche Jugend- und Volksschriftstellerin                                                              | 77    |       |
| 15. Oktober | Oskar Hossfeld                           | deutscher Architekt und preußischer Baubeamter                                                          | 67    |       |
| 15. Oktober | Paul Scheerbart                          | deutscher Schriftsteller phantastischer Literatur und Zeichner                                          | 52    |       |
| 15. Oktober | Alexandre Triquet                        | Schweizer Typograf und Politiker                                                                        | 55    |       |
| 16. Oktober | Léon Comès                               | französischer Radrennfahrer                                                                             | 26    |       |
| 16. Oktober | Albert von Dörnberg                      | deutscher Beamter und Politiker, MdR                                                                    | 91    |       |
| 16. Oktober | Léon Comès                               | französischer Radrennfahrer                                                                             | 26    |       |
| 16. Oktober | Conrad Freyberg                          | deutscher Maler und Bildhauer                                                                           | 73    |       |
| 16. Oktober | Léon Hourlier                            | französischer Radrennfahrer                                                                             | 30    |       |
| 16. Oktober | Albert Malherbe                          | französischer Chirurg, Histologe und Anatom                                                             | 69    |       |
| 16. Oktober | Charles W. Milliken                      | US-amerikanischer Politiker                                                                             | 88    |       |
| 17. Oktober | Luis Alonso Baraona                      | salvadorianischer Politiker                                                                             |       |       |
| 17. Oktober | George William Foote                     | englischer Schriftsteller und Vertreter des Säkularismus                                                | 65    |       |
| 17. Oktober | Arthur Porr                              | österreichischer Bauunternehmer und Ingenieur                                                           | 43    |       |
| 17. Oktober | Hermann Wamhoff                          | deutscher Landwirt, Agrarfunktionär und Politiker (NLP), MdR                                            | 65    |       |
| 18. Oktober | Franz Joseph von Bülow                   | deutscher Autor und Oberleutnant                                                                        | 54    |       |
| 18. Oktober | Eugen Hartmann                           | deutscher Elektrotechniker                                                                              | 62    |       |
| 18. Oktober | Karl Eugen Neumann                       | österreichischer Indologe                                                                               | 50    |       |
| 18. Oktober | Roderick Dhu Sutherland                  | US-amerikanischer Politiker                                                                             | 53    |       |
| 19. Oktober | Christian Wilhelm Allers                 | deutscher Zeichner, Maler und Illustrator                                                               | 58    |       |
| 19. Oktober | Friedrich Kreiß                          | deutscher Gartenarchitekt                                                                               | 73    |       |
| 19. Oktober | Neil McLeod                              | kanadischer Politiker, Premier von Prince Edward Island                                                 | 72    |       |
| 20. Oktober | Diran Kelekian                           | türkischer Journalist und Gelehrter armenischer Herkunft                                                |       |       |
| 20. Oktober | Theodor Landsberg                        | deutscher Bauingenieur und Hochschullehrer                                                              | 68    |       |
| 20. Oktober | Richard Lepsius                          | deutscher Geologie                                                                                      | 64    |       |
| 20. Oktober | Josef Ruederer                           | deutscher Schriftsteller                                                                                | 54    |       |
| 20. Oktober | Karl Vollrath                            | deutscher Journalist und Politiker (DFP), MdR                                                           | 58    |       |
| 21. Oktober | John Harris Baker                        | US-amerikanischer Jurist und Politiker                                                                  | 83    |       |
| 21. Oktober | Henry Bauër                              | französischer Journalist                                                                                | 64    |       |
| 21. Oktober | Oleksandr Russow                         | ukrainischer Statistiker, Anthropologe, Folklorist und Sozialaktivist                                   | 68    |       |
| 21. Oktober | Jean Schaaf                              | deutscher Radrennfahrer                                                                                 | 40    |       |
| 22. Oktober | Enrico Canfari                           | italienischer Fußballspieler und -funktionär                                                            | 38    |       |
| 22. Oktober | Sigismund von Dziembowski                | preußischer Beamter, Landeshauptmann im Provinzialverband Posen (1893–1911)                             | 66    |       |
| 22. Oktober | Peter Joseph Früh                        | deutscher Braumeister                                                                                   | 53    |       |
| 22. Oktober | Theodor Langhans                         | deutscher Mediziner                                                                                     | 76    |       |
| 22. Oktober | Alfred Staats                            | deutscher Turner                                                                                        | 23    |       |
| 22. Oktober | Wilhelm Windelband                       | deutscher Philosoph                                                                                     | 67    |       |
| 23. Oktober | Wilhelm Bunnemann                        | deutscher Kapitän zur See der Kaiserlichen Marine                                                       | 43    |       |
| 23. Oktober | Filippo Corridoni                        | italienischer Intellektueller und Syndikalist                                                           | 28    |       |
| 23. Oktober | W. G. Grace                              | englischer Cricketspieler                                                                               | 67    |       |
| 23. Oktober | Tanaka Kyōkichi                          | japanischer Grafiker                                                                                    |       |       |
| 23. Oktober | Carl Paasch                              | deutscher Geschäftsmann und antisemitischer Publizist                                                   | 67    |       |
| 24. Oktober | Karl Feußner                             | deutscher Elektrotechniker                                                                              | 60    |       |
| 24. Oktober | Luigi Guanella                           | römisch-katholischer Ordensgeistlicher                                                                  | 73    |       |
| 25. Oktober | Paul Hervieu                             | französischer Schriftsteller und Journalist                                                             | 58    |       |
| 25. Oktober | Léon Lécuyer                             | französischer Sportschütze und Fechter                                                                  | 60    |       |
| 25. Oktober | Robert Ockelmann                         | deutscher Bildhauer                                                                                     | 66    |       |
| 25. Oktober | Hans von Wangenheim                      | deutscher Diplomat                                                                                      | 56    |       |
| 26. Oktober | August Bungert                           | deutscher Komponist                                                                                     | 70    |       |
| 26. Oktober | Eduard Eckenstein                        | Schweizer Unternehmer und Politiker                                                                     | 68    |       |
| 26. Oktober | Oskar Liebau                             | deutscher konservativer Politiker, MdL (Königreich Sachsen)                                             | 59    |       |
| 26. Oktober | Gotthilf Ludwig Möckel                   | deutscher Architekt und Baubeamter                                                                      | 77    |       |
| 27. Oktober | Arthur von Broecker                      | deutscher Theologe                                                                                      | 69    |       |
| 27. Oktober | Edgar Härtel                             | deutscher Offizier, Fotograf und Autor                                                                  | 43    |       |
| 27. Oktober | Ignatz von Landsberg-Velen und Steinfurt | deutscher Politiker und Politiker (Zentrum), MdR                                                        | 85    |       |
| 27. Oktober | August Heinrich Plinke                   | deutscher Journalist, Maler und Illustrator                                                             | 60    |       |
| 27. Oktober | Frank W. Rollins                         | US-amerikanischer Politiker und Gouverneur von New Hampshire                                            | 55    |       |
| 28. Oktober | Thomas Buxton                            | englischer Politiker, Mitglied des House of Commons, Gouverneur von South Australia                     | 78    |       |
| 29. Oktober | Pius Ferdinand Messerschmitt             | deutscher Maler                                                                                         | 57    |       |
| 29. Oktober | John Wolcott Stewart                     | US-amerikanischer Politiker                                                                             | 89    |       |
| 30. Oktober | Charles Tupper                           | kanadischer Politiker                                                                                   | 94    |       |
| 31. Oktober | Felix von Bendemann                      | deutscher Marineoffizier, Admiral der Kaiserlichen Marine                                               | 67    |       |
| 31. Oktober | Wilhelm Lützow                           | deutscher Schwimmer                                                                                     | 23    |       |
| 31. Oktober | Josef Neven DuMont                       | deutscher Jurist, Verleger, Abgeordneter im Provinziallandtag und Vorsitzender der Kölner Handelskammer | 58    |       |
| 31. Oktober | Francis B. Posey                         | US-amerikanischer Politiker                                                                             | 67    |       |
|             | George Coats                             | britischer Augenarzt                                                                                    |       |       |

## November
| Tag          | Name                                         | Beruf, bekannt als | Alter | Beleg |
| ------------ | -------------------------------------------- | --- | ----- | ----- |
| 1. November  | Herman Ridder                                | US-amerikanischer Zeitungsverleger                                                                                             | 64    |       |
| 2. November  | Carlo Nicoli                                 | italienischer Bildhauer | 72    |       |
| 2. November  | Adele Passy-Cornet                           | deutsche Opernsängerin (Sopran)                                                                                                | 77    |       |
| 2. November  | Isaac Rice                                   | US-amerikanischer Schachspieler                                                                                                | 65    |       |
| 2. November  | Ernst Roeber                                 | deutscher Maler der Düsseldorfer Schule                                                                                        | 66    |       |
| 2. November  | Vojislav Tankosić                            | serbischer Offizier und Mitglied des Geheimbunds „Schwarze Hand“                                                               | 34    |       |
| 3. November  | Robert Laidlaw                               | schottischer Geschäftsmann und Politiker                                                                                       | 59    |       |
| 3. November  | Rudolf Lössl                                 | österreichisch-böhmischer Politiker                                                                                            | 43    |       |
| 3. November  | Heinrich Salzmann                            | deutscher Unternehmer | 64    |       |
| 3. November  | Gregor Sarrazin                              | deutscher Schriftsteller und Anglist                                                                                           | 58    |       |
| 3. November  | George Miller Sternberg                      | US-amerikanischer Arzt | 77    |       |
| 4. November  | Josef Feller                                 | bayerischer Mundartdichter, Buchhändler und Verleger                                                                           | 76    |       |
| 4. November  | Emil Holz                                    | deutscher Ingenieur der Eisenhüttenkunde und Industrieller                                                                     | 75    |       |
| 4. November  | Adolf Schipper                               | deutscher Offizier und Kolonialbeamter                                                                                         | 41    |       |
| 5. November  | Leo Dorn                                     | deutscher Alpinist und Jäger                                                                                                   | 79    |       |
| 6. November  | Peter Widener                                | US-amerikanischer Unternehmer und Kunstsammler                                                                                 | 80    |       |
| 7. November  | Arnold Braß                                  | deutscher Naturwissenschaftler, Lehr- und Fachbuchautor und als Mitglied des Keplerbundes ein scharfer Kritiker Ernst Haeckels | 61    |       |
| 8. November  | Alfred Cramer                                | preußischer Oberstleutnant und Militärschriftsteller                                                                           | 52    |       |
| 8. November  | Albert Ritzberger                            | österreichischer Genre- und Bildnismaler                                                                                       | 62    |       |
| 9. November  | Diedrich Uhlhorn junior                      | deutscher Ingenieur und Obstzüchter                                                                                            | 71    |       |
| 10. November | Edward Lee Greene                            | US-amerikanischer Botaniker | 72    |       |
| 10. November | Anton Opfergelt                              | deutscher Politiker (Zentrum), MdR und Jurist                                                                                  | 64    |       |
| 10. November | James Richardson Spensley                    | englischer Arzt, Fußballspieler und -trainer                                                                                   | 48    |       |
| 11. November | Ernst Däberitz                               | deutscher konservativer Politiker, MdL (Königreich Sachsen)                                                                    | 74    |       |
| 11. November | Karl Hackenschmidt                           | elsässischer evangelisch-lutherischer Theologe                                                                                 | 76    |       |
| 11. November | Felice Milano                                | italienischer Fußballspieler                                                                                                   | 24    |       |
| 12. November | Tom Linton                                   | britischer Radrennfahrer | 39    |       |
| 13. November | Friedrich Erismann                           | Schweizer Ophthalmologe und Hygieniker                                                                                         | 72    |       |
| 13. November | Karl Schäfer                                 | deutscher Lehrer und Heimatdichter                                                                                             | 66    |       |
| 14. November | Emilie Bendel                                | deutsche Pädagogin, Schulgründerin und Frauenrechtlerin                                                                        | 76    |       |
| 14. November | Karl von Göz                                 | deutscher Rechtswissenschaftler und Politiker                                                                                  | 71    |       |
| 14. November | Gregor Kraus                                 | deutscher Botaniker und Hochschulprofessor                                                                                     | 74    |       |
| 14. November | Theodor Leschetizky                          | polnisch-österreichischer Komponist, Pianist und Musikpädagoge                                                                 | 85    |       |
| 14. November | Booker T. Washington                         | amerikanischer Pädagoge, Sozialreformer und Schwarzenrechtler                                                                  | 59    |       |
| 15. November | Josef Grafl                                  | österreichischer Gewichtheber                                                                                                  |       |       |
| 16. November | Elwin von Anker                              | preußischer Generalmajor | 79    |       |
| 16. November | Julius C. Burrows                            | US-amerikanischer Politiker | 78    |       |
| 16. November | Friedrich Hecht                              | deutscher Bildhauer und Maler                                                                                                  | 50    |       |
| 16. November | Otto Jarl                                    | österreichischer Bildhauer | 59    |       |
| 16. November | Raphael Meldola                              | britischer Chemiker | 66    |       |
| 16. November | Theodor Hermann Pantenius                    | deutscher Schriftsteller und Zeitschriftenredakteur                                                                            | 72    |       |
| 16. November | Adolf Remelé                                 | deutscher Mineraloge und Geologe                                                                                               | 76    |       |
| 17. November | Henry Charlton Bastian                       | englischer Neurologe | 78    |       |
| 17. November | Anthony Howells                              | US-amerikanischer Geschäftsmann und Politiker                                                                                  | 83    |       |
| 18. November | Leopold Cohn                                 | deutsch-jüdischer Altphilologe und Bibliothekar                                                                                | 59    |       |
| 19. November | Joe Hill                                     | US-amerikanischer Arbeiterführer, Gewerkschaftsaktivist und Liederdichter                                                      | 36    |       |
| 19. November | Max Julius Loewengard                        | deutscher Pianist, Musikpädagoge und Musikkritiker                                                                             | 55    |       |
| 20. November | Pjotr Nikolajewitsch Gorlow                  | russischer Geologe und Bergbauingenieur                                                                                        | 76    |       |
| 20. November | Alfred Dominicus Pauli                       | deutscher Jurist und Politiker, MdBB, Senator und Bürgermeister in Bremen                                                      | 88    |       |
| 20. November | Solomon Schechter                            | rumänischer Rabbiner, Vater des konservativen Judentums                                                                        | 67    |       |
| 21. November | Félix de Blochausen                          | luxemburgischer Politiker | 81    |       |
| 21. November | Johannes Trojan                              | deutscher Schriftsteller | 78    |       |
| 22. November | Josef Kalousek                               | tschechischer Historiker | 77    |       |
| 22. November | Leopold Winarsky                             | österreichischer Politiker | 42    |       |
| 23. November | John Goff Ballentine                         | US-amerikanischer Politiker | 90    |       |
| 23. November | Wilhelm Lang                                 | württembergischer Politiker der Volkspartei                                                                                    | 76    |       |
| 23. November | Erwin Pollack                                | deutscher klassischer Philologe und Gymnasiallehrer                                                                            | 52    |       |
| 24. November | Friedrich Brandseph                          | Stuttgarter Silhouetteur, Maler, Lithograph und Fotograf                                                                       | 89    |       |
| 24. November | L. C. Hughes                                 | US-amerikanischer Politiker | 73    |       |
| 24. November | Gabriel von Max                              | deutscher Maler und Theosoph                                                                                                   | 75    |       |
| 24. November | Michael Barker Nairn                         | schottischer Unternehmer und Produzent für Baumwollwaren und Bodenbeläge                                                       | 77    |       |
| 24. November | Hermann zu Solms-Laubach                     | deutscher Botaniker | 72    |       |
| 24. November | Samuel Andrew Witherspoon                    | US-amerikanischer Politiker | 60    |       |
| 25. November | Franziskus von Sales Bauer                   | Bischof von Brünn und Erzbischof von Olmütz                                                                                    | 74    |       |
| 25. November | Michel Bréal                                 | französischer Philologe und Ideengeber des Marathonlaufs                                                                       | 83    |       |
| 25. November | Max Kolb                                     | deutscher Gartenarchitekt | 86    |       |
| 26. November | Julius Denzel                                | Gründer einer chemischen Fabrik in Tübingen                                                                                    | 62    |       |
| 26. November | Georg Loeschcke                              | deutscher Klassischer Archäologe                                                                                               | 63    |       |
| 26. November | Helene Schurig                               | deutsche Malerin | 43    |       |
| 26. November | Otto Freiherr von Stein zu Nord- und Ostheim | preußischer Offizier, zuletzt Generalleutnant                                                                                  | 61    |       |
| 27. November | Paul E. Harney                               | US-amerikanischer Maler und Kunstpädagoge                                                                                      | 65    |       |
| 27. November | Friedrich Ihme                               | deutscher evangelischer Theologe                                                                                               | 81    |       |
| 27. November | Peter Zeeb                                   | grönländischer Katechet und Landesrat                                                                                          | 41    |       |
| 27. November | Charles René Zeiller                         | französischer Ingenieur und Paläobotaniker                                                                                     | 68    |       |
| 28. November | Eugen von Benzino                            | bayerischer Offizier, zuletzt General der Infanterie                                                                           | 59    |       |
| 28. November | Henry Eeles Dresser                          | englischer Geschäftsmann und Ornithologe                                                                                       | 77    |       |
| 28. November | Ferdinand Sarrien                            | französischer Politiker der Dritten Französischen Republik                                                                     | 75    |       |
| 29. November | Luigi Capuana                                | Schriftsteller | 76    |       |
| 30. November | Karl Friedrich Siegfried Fabarius            | preußischer Offizier, zuletzt Generalmajor im Ersten Weltkrieg                                                                 | 62    |       |
| 30. November | Emil Seelmann-Eggebert                       | deutscher Bibliothekar, Philologe und Romanist                                                                                 | 56    |       |
|              | Pjotr Wassiljewitsch Maximow                 | russischer Diplomat |       |       |

## Dezember
| Tag          | Name                                       | Beruf, bekannt als                                                                                  | Alter | Beleg |
| ------------ | ------------------------------------------ | --------------------------------------------------------------------------------------------------- | ----- | ----- |
| 2. Dezember  | Fritz Regel                                | deutscher Geograph                                                                                  | 62    |       |
| 3. Dezember  | Benjamin Jamieson                          | kanadischer Lacrossespieler                                                                         | 41    |       |
| 3. Dezember  | Leopold Katzenstein                        | US-amerikanischer Ingenieur                                                                         | 72    |       |
| 3. Dezember  | Antonio Knauth                             | deutsch-amerikanischer Rechtsanwalt                                                                 | 60    |       |
| 3. Dezember  | Theodor Kohn                               | österreichischer Erzbischof von Olmütz, Professor des Kirchenrechts                                 | 70    |       |
| 3. Dezember  | Scipio Slataper                            | italienischer Schriftsteller                                                                        | 27    |       |
| 4. Dezember  | David Coste                                | deutscher Althistoriker und Gymnasialdirektor                                                       | 62    |       |
| 4. Dezember  | Lajos Gönczy                               | ungarischer Hochspringer                                                                            | 34    |       |
| 4. Dezember  | Gustav Hollaender                          | deutscher Geiger, Dirigent und Komponist                                                            | 60    |       |
| 5. Dezember  | Edmund Bury                                | britischer Racketsspieler                                                                           | 31    |       |
| 5. Dezember  | Theodor Feddersen                          | deutscher Landwirt und Politiker (NLP), MdR                                                         | 76    |       |
| 5. Dezember  | Thomas Parker                              | britischer Ingenieur                                                                                | 71    |       |
| 5. Dezember  | Friedrich Storck                           | deutscher Schriftsteller und Dichter                                                                | 76    |       |
| 5. Dezember  | Max Ludwig Zschommler                      | deutscher Lehrer und Heimatforscher                                                                 | 60    |       |
| 6. Dezember  | Rudolf Lavant                              | deutscher Schriftsteller                                                                            | 71    |       |
| 6. Dezember  | August Friedrich Schwarz                   | deutscher Botaniker                                                                                 | 63    |       |
| 8. Dezember  | Gaetano Perusini                           | italienischer Psychiater                                                                            | 36    |       |
| 9. Dezember  | Heinrich Debus                             | Chemiker                                                                                            | 91    |       |
| 9. Dezember  | Hans Gross                                 | österreichischer Kriminologe                                                                        | 67    |       |
| 10. Dezember | Ludwig Klüpfel                             | deutscher Manager und Sozialpolitiker                                                               | 72    |       |
| 10. Dezember | Sigmar Mehring                             | deutscher Schriftsteller                                                                            | 59    |       |
| 11. Dezember | Rudolf Hammer                              | deutscher Jurist und Politiker (NLP), MdR, Oberbürgermeister von Brandenburg an der Havel           | 85    |       |
| 12. Dezember | Amelia Patti                               | italienische Opernsängerin (Sopran)                                                                 |       |       |
| 12. Dezember | Otto Reinhardt                             | deutscher Jurist und Politiker, Staatsminister, MdR                                                 | 89    |       |
| 12. Dezember | Abraham Jefferson Seay                     | US-amerikanischer Politiker                                                                         | 83    |       |
| 12. Dezember | Friedrich Westphal                         | deutscher Unternehmer                                                                               | 80    |       |
| 13. Dezember | David Boyle, 7. Earl of Glasgow            | schottisch-britischer Kapitän in der Royal Navy und Gouverneur von Neuseeland                       | 82    |       |
| 13. Dezember | Francis Cockrell                           | US-amerikanischer Senator und Brigadegeneral der Konföderierten im Sezessionskrieg                  | 81    |       |
| 14. Dezember | Eva Gouel                                  | französische Lebensgefährtin Picassos (1912–1915)                                                   |       |       |
| 15. Dezember | Eduard Lutz                                | Landtagsabgeordneter im Großherzogtum Hessen                                                        | 59    |       |
| 15. Dezember | Friedrich Prym                             | deutscher Mathematiker                                                                              | 74    |       |
| 15. Dezember | Georg von Viebahn                          | preußischer General und Evangelist                                                                  | 75    |       |
| 15. Dezember | Richard Webster, 1. Viscount Alverstone    | englischer Anwalt, Politiker, Mitglied des House of Commons und Richter                             | 72    |       |
| 16. Dezember | Charles Comte                              | französischer Romanist                                                                              | 59    |       |
| 16. Dezember | Reinhold Köpke                             | deutscher Altphilologe und Ministerialbeamter in Preußen                                            | 76    |       |
| 17. Dezember | Charles Heber Dickerman                    | US-amerikanischer Politiker                                                                         | 72    |       |
| 17. Dezember | Gutmann Rülf                               | deutscher Rabbiner                                                                                  | 64    |       |
| 17. Dezember | Harald Schütz                              | deutscher Mathematiker, Physiker und Gymnasialprofessor                                             | 74    |       |
| 17. Dezember | Wassyl Symyrenko                           | ukrainischer Unternehmer und Mäzen                                                                  | 80    |       |
| 18. Dezember | Henry Enfield Roscoe                       | britischer Chemiker                                                                                 | 82    |       |
| 18. Dezember | Édouard Vaillant                           | französischer Politiker (SFIO) und Autor                                                            | 75    |       |
| 19. Dezember | Alois Alzheimer                            | deutscher Psychiater                                                                                | 51    |       |
| 19. Dezember | Robert A. Childs                           | US-amerikanischer Politiker                                                                         | 70    |       |
| 20. Dezember | Fritz Gängl von Ehrenwerth                 | österreichischer Werksdirektor und Politiker, Landtagsabgeordneter                                  | 75    |       |
| 20. Dezember | John T. Morrison                           | US-amerikanischer Politiker                                                                         | 54    |       |
| 20. Dezember | Upendrakishore Raychaudhuri                | indischer Autor, Herausgeber, Illustrator, Komponist und Unternehmer                                | 52    |       |
| 20. Dezember | Thomas Willson                             | kanadischer Erfinder und Unternehmer                                                                | 55    |       |
| 21. Dezember | Gustave Pierre Dagrant                     | französischer Glasmaler                                                                             | 76    |       |
| 21. Dezember | Thomas Sergeant Hall                       | australischer Geologe und Paläontologe                                                              | 56    |       |
| 22. Dezember | Daniel Giraud Elliot                       | US-amerikanischer Zoologe                                                                           | 80    |       |
| 22. Dezember | Otto von Emmich                            | preußischer Offizier, zuletzt General der Infanterie und Kommandierender General des X. Armee-Korps | 67    |       |
| 22. Dezember | Franz Xaver Kerschensteiner                | deutscher Geigenbauer                                                                               | 76    |       |
| 23. Dezember | Emil Bassermann-Jordan                     | pfälzischer Weingutsbesitzer und Bankier                                                            | 80    |       |
| 23. Dezember | William H. Doane                           | US-amerikanischer Industrieller und Komponist                                                       | 83    |       |
| 23. Dezember | Arthur Hughes                              | britischer Illustrator und Maler                                                                    | 83    |       |
| 23. Dezember | Roland Leighton                            | englischer Schriftsteller                                                                           | 20    |       |
| 23. Dezember | Gustav von Metnitz                         | österreichischer Politiker, Landtagsabgeordneter                                                    | 53    |       |
| 24. Dezember | William J. Mills                           | US-amerikanischer Politiker und Gouverneur von New Mexico                                           | 66    |       |
| 24. Dezember | Rudolf Münnich                             | deutscher Komponist                                                                                 | 79    |       |
| 24. Dezember | Gustav Roscher                             | deutscher Jurist und Polizeipräsident in Hamburg (1945 bis 1958)                                    | 63    |       |
| 24. Dezember | Wilhelm Turnau                             | deutscher Reichsgerichtsrat                                                                         | 83    |       |
| 24. Dezember | Samuel D. Woods                            | US-amerikanischer Politiker                                                                         | 70    |       |
| 25. Dezember | Paul Beck                                  | deutscher Historiker und Amtsrichter                                                                | 70    |       |
| 25. Dezember | Lotten von Düben                           | schwedische Fotografin                                                                              | 87    |       |
| 25. Dezember | Samuel Whitbread                           | britischer Politiker, Mitglied des House of Commons                                                 | 85    |       |
| 26. Dezember | Philipp Ernst zu Hohenlohe-Schillingsfürst | deutscher Staatsmann                                                                                | 62    |       |
| 27. Dezember | Francesco Novati                           | italienischer Romanist und Mediävist                                                                | 56    |       |
| 27. Dezember | George Oliver                              | britischer Mediziner                                                                                | 74    |       |
| 28. Dezember | Adolf von Beckerath                        | deutscher Kunstsammler                                                                              | 81    |       |
| 28. Dezember | Albert Hammacher                           | preußischer Kaufmann und Abgeordneter                                                               | 84    |       |
| 28. Dezember | Bernhard Sprickmann Kerkerinck             | deutscher Jurist, Ehrenbürger der Stadt Emmerich                                                    | 78    |       |
| 29. Dezember | Carl Fraenkel                              | deutscher Mediziner und Bakteriologe                                                                | 54    |       |
| 29. Dezember | Albert Werunsky                            | böhmischer Jurist, Politiker und Person des gewerblichen Genossenschaftswesens                      | 71    |       |
| 30. Dezember | Nicolae Iosif Camilli                      | italienischer Priester, römisch-katholischer Bischof von Jassy                                      | 75    |       |
| 30. Dezember | Peter von Gayl                             | preußischer Offizier, zuletzt Generalmajor                                                          | 85    |       |
| 30. Dezember | Gertrud Goes                               | deutsche Dichterin und Erzählerin                                                                   | 37    |       |
| 30. Dezember | Winfield Scott Hammond                     | US-amerikanischer Politiker                                                                         | 52    |       |
| 30. Dezember | Friedrich Hermann Gustav Hildebrand        | deutscher Botaniker und Ökologe                                                                     | 80    |       |
| 30. Dezember | Hugo Kauffmann                             | deutscher Maler                                                                                     | 71    |       |
| 30. Dezember | Oswald Külpe                               | deutscher Psychologieprofessor                                                                      | 53    |       |
| 30. Dezember | Johan Christian Moberg                     | schwedischer Paläontologe und Geologe                                                               | 61    |       |
| 30. Dezember | Eleanor Thornton                           | britisches Modell                                                                                   | 35    |       |
| 31. Dezember | Karel Černohorský                          | tschechischer Politiker und Rechtsanwalt                                                            | 54    |       |
| 31. Dezember | Tommaso Salvini                            | italienischer Schauspieler                                                                          | 86    |       |
|              | Ernest Le Guerranic                        | französischer Architekt                                                                             | 84    |       |